# ルーカス・オカンポス
ルーカス・アリエル・オカンポス（Lucas Ariel Ocampos, 1994年7月11日 - ）は、アルゼンチン・キルメス出身のサッカー選手。アルゼンチン代表。CFモンテレイ所属。ポジションはMF。

## 経歴
CAリーベル・プレートのユースチームでキャリアをスタート。
2011年8月16日、プリメーラB・ナシオナルのCAチャカリタ・ジュニアーズ戦でデビューを果たした。
2012年8月、リーグ・ドゥ（フランス2部）のASモナコへ完全移籍。
2015年2月2日、オリンピック・マルセイユに買取オプション付きのレンタルで移籍した。
2016年6月29日、ジェノアCFCに買取オプション付きのレンタルで移籍した。
2017年1月30日、ACミランにレンタル移籍した。
2019年7月3日、セビージャFCと5年契約を締結した。2019-20シーズン、7月6日の第34節、エイバル戦では1ゴール1アシストを決めると、後半ロスタイムにトマーシュ・ヴァツリークの負傷退場により急遽GKとしてプレー、マルコ・ドミトロヴィッチのシュートをセーブ、欧州の5大リーグでは3年ぶりとなる、1試合にセーブとゴールを記録したプレーヤーとなった。リーグ戦ではキャリアで自己最多の14ゴールを決め、チャンピオンズリーグ出場権獲得に貢献した。
2022年8月31日、2022-23シーズンはエールディヴィジのアヤックス・アムステルダムにレンタル移籍することが決定した。マンチェスター・ユナイテッドFCへ移籍したアントニーの代役と見られていたが、ポジションを確保することはできず、シーズン中の冬の移籍市場でレンタル契約を打ち切ってセビージャへと復帰した。

## 代表歴
アルゼンチン代表として2009年に南米U-15選手権に出場し、2011 南米U-17選手権、2011 FIFA U-17ワールドカップにも出場した。2019年10月9日のドイツ戦で、フル代表デビュー、初得点も記録した。

## タイトル

### クラブ
CAリーベル・プレート
- プリメーラB・ナシオナル：1回 (2011-12)

ASモナコ
- リーグ・ドゥ：1回 (2012-13)

セビージャFC
- UEFAヨーロッパリーグ：2回 (2019-20, 2022-23)